# 선유고등학교
선유고등학교(仙遊高等學校)는 대한민국 서울특별시 영등포구 양평동4가에 위치한 공립 고등학교이다.

## 학교 연혁
- 2004년 12월 30일 : 선유고등학교 설립 인가 (30학급)
- 2005년 3월 2일 : 초대 이진호 교장 취임
- 2005년 3월 2일 : 제1회 입학식
- 2008년 2월 12일 : 제1회 졸업생 배출
- 2019년 8월 30일 : 인조잔디 운동장 조성
- 2020년 3월 1일 : 제6대 유경식 교장 취임
- 2021년 2월 5일 : 제14회 졸업식 (남 88명, 여 81명 계 169명)
- 2021년 3월 2일 : 제17회 입학식 (남 104명, 여 75명 계 179명)

## 참고 자료
- 선유고등학교 - 한국교육학술정보원 학교알리미